# Natura 2000-område nr. 81 Øvre Grejs Ådal
Natura 2000-område nr. 81. Grejs Å  er et EU-habitatområde (H70) i Grejsdalen. Det ligger syd for Jelling og nordvest for Vejle, og har et areal på i alt 886 hektar.

## Beskrivelse
Området er en ådal som strækker sig opstrøms fra Fårup Sø i vest og ned langs Grejs Å i øst. Mere end halvdelen af området er skovdækket. Sydvest for Fårup Sø ligger mose- og engområdet Ollerup Kær, som omkranser Lildfrost Bæk der er det ene af tilløbene til Fårup Sø. Selve Fårup Sø er en næringsrig sø på 95 ha. Den modtager ca. 2/3 af sit vand fra kilder enten i søen eller op til søen. På nordsiden af Fårup Sø er der løvskov, fortrinsvis højstammet bøgeskov, mens der ned mod søen er udbredte ellesumpe, som rummer en række jernholdige kildevæld. På sydsiden af søen er der lysåbne arealer med overdrev og dyrkede marker.
Øst for Fårup sø er der en forholdsvis bred ådal med eng- og mosearealer langs Grejs Å. På nordsiden af ådalen rejser Jelling Skov sig som en skræntskov. Skovene, Lerbæk- og Grejs Skov domineres af bøgebevoksninger med indslag af elle- og askeskov i bunden af ådalen. Området rummer relativt store arealer med rigkær.

## §3 områder
I alt er 315,2 ha af Natura 2000-området er omfattet af naturbeskyttelseslovens §3 fordelt på :
- 31,1 km vandløb
- 97,7 ha sø
- 127,8 ha mose
- 84,3 ha fersk eng
- 5,4 ha overdrev

Desuden er der 430 ha skov og resten består af agerjord, byer mm.

## Flora og fauna
I Fårup Sø findes en mindre bestand af søørreder.
Flere steder i hele Grejs Å’s hovedløb er der fundet flodkrebs.
Rødlistede arter: Søørred, vårfluen Philopotamus montanus, slørvingen Protonemura hrabei og døgnfluen Siphlonurus aestivalis
Gullistede arter: Bæklampret, vårfluen Wormaldia occipitalis, døgnfluen Procloeon bifidum, slørvingerne Protonemura meyeri, Nemoura avicularis og Amphinemura sulcicollis samt billen Hydraena nigrita.
Vandstær har en af sine få danske ynglelokaliteter i Grejs Å.

## Fredninger
Grejs Ådal og Lerbæk Skov i alt 220 hektar blev fredet i 1929. I 2007 blev yderligere 35 ha fredet, for at hindre byudviklingen i at ødelægge det naturskønne område..

## Videre forløb
Natura 2000-planen blev vedtaget i 2011, hvorefter kommunalbestyrelserne
og Naturstyrelsen udarbejdede bindende handleplaner for
gennemførelsen af planen.  Planen videreføres og videreudvikles i senere planperioder. Natura 2000-området ligger i Vejle Kommune, og naturplanen koordineres med vandplanen for 1.11 Hovedvandopland Lillebælt/Jylland.

## Eksterne kilder og henvisninger
- Om naturplanen (Webside ikke længere tilgængelig) på Naturstyrelsens websider
- Naturplanen (Webside ikke længere tilgængelig)
- Naturplanen 2016-2021
- Basisanalysen 2006
- Basisanalysen 2016-21